# Маково (Брестская область)
Ма́ково (бел. Ма́кава) — деревня в Люсинском сельсовете Ганцевичского района Брестской области Белоруссии.

## Общие сведения
Расположена в 20 км юго-восточнее города Ганцевичи.
Согласно переписи 2019 года, численность населения составляет 119 жителей.

## История
В 1879 году Маково числится как селение Мальковичского православного прихода.
В феврале 1918 года деревня была оккупирована немецкими войсками, а с марта 1919 года — польскими.
С марта 1921 года значится, как деревня Хотыничской гмины Лунинецкого повета Полесского воеводства Польши.
С 1939 года в составе БССР.
В годы Великой Отечественной войны в окрестностях деревни действовали партизаны бригады Ленино-Пинского соединения.
В сентябре 1943 года деревня была сожжена немецкими оккупантами.
После войны Маково было отстроено вновь, и с 1954 года входит в состав Брестской области.
На местном кладбище находятся братские могилы советских партизан, «погибших в боях против немецко-фашистских оккупантов» в 1944 году. На обеих могилах установлены обелиски.

## Достопримечательность
- Братская могила партизан
- Могила партизана